# جولای پرویس
جولای پرویس (نام علمی: Ploceus preussi) نام یک گونه از سرده جولاها است.